# Heteronychus arator
Heteronychus arator är en skalbaggsart som beskrevs av Fabricius 1775. Heteronychus arator ingår i släktet Heteronychus och familjen Dynastidae.

## Underarter
Arten delas in i följande underarter:
- H. a. borealis
- H. a. rugifrons
- H. a. occidentalis
- H. a. clypealis
- H. a. centralis
- H. a. australis

## Bildgalleri

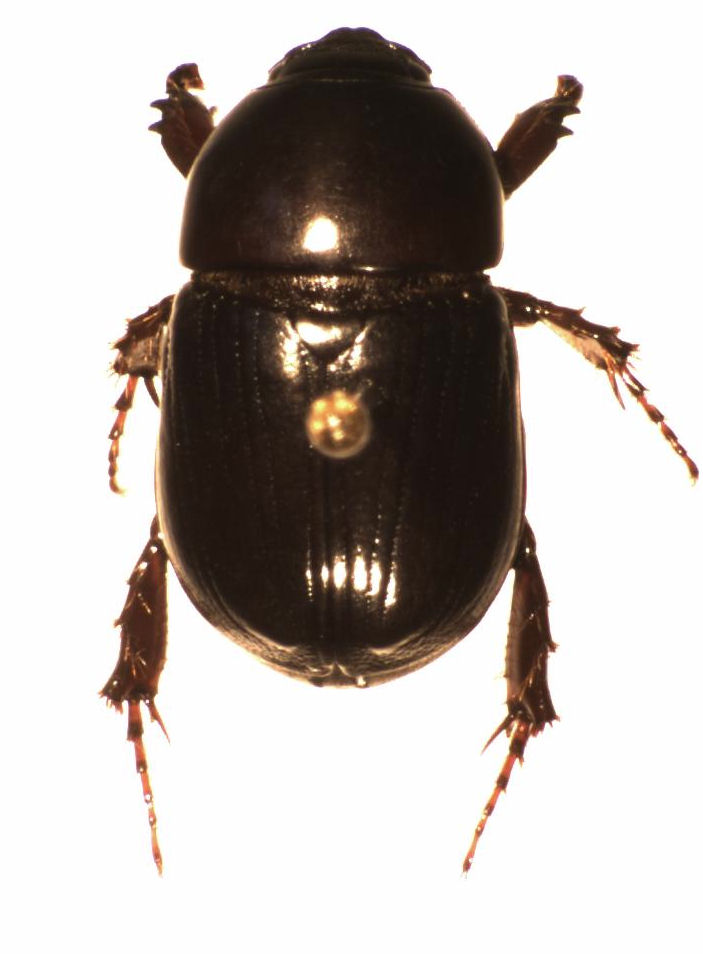